# Савич, Семён
Семён Савич (укр. Семен Савич; ? — вероятно 1659) — каневский полковник (1648—1651, 1658) и дипломат Войска Запорожского.

## Биография
Происходил из украинской православной шляхты, имевшей свой герб. Накануне восстания Хмельницкого, очевидно, был реестровым казаком, а с началом национально-освободительной войны Богдана Хмельницкого на Украине перешёл на сторону Б. Хмельницкого и получил должность полковника Каневского полка (июль 1648). Участник битв и походов армии Хмельницкого против Речи Посполитой.
Вероятно, участвовал в битве под Жёлтыми Водами и Корсунском сражении в 1648 году, а в конце лета — начале осени 1648 г. — представлял гетманское правительство в Остроге.
Ведал мобилизационными и тыловыми делами казацкого войска. После Берестецкой битвы 1651 года, участником которой он был, возглавил казацкое посольство (вместе с полковниками И. Золотаренко, Л. Мозырею, М. Грушевским) в Москву (август — ноябрь 1651), которое должно было добиваться заключения двустороннего союзного соглашения с русским царём.
В конце 1651 года сложил с себя полномочия Каневского полковника и сосредоточился на дипломатических делах украинского казацкого государства (в сношениях с Москвой и Крымом). Весной 1654 года возглавлял посольскую миссию Хмельницкого в Крымское ханство. Убеждал в Бахчисарае крымского хана Исляма III Герая, не принимая во внимание заключение гетманом Переяславского договора 1654 года с русским царём Алексеем Михайловичем, в необходимости продолжения совместной украинско-крымской вооружённой борьбы против Польско-литовского государства.
В дальнейшем, по некоторым сведениям, занимал важные должности при гетмане И. Выговском и погиб на стороне поляков во время русско-польской войны в 1658—1659 годах.